# Pinnatulites
Pinnatulites is een geslacht van uitgestorven kreeftachtigen uit de klasse van de Ostracoda (mosselkreeftjes).

## Soorten
- Pinnatulites cornutus (Kummerow, 1924) Sidaravichie, 1992 †
- Pinnatulites ellipticus Sun (Quan-Ying), 1987 †
- Pinnatulites elongatus Shi & Wakg, 1985 †
- Pinnatulites erraticus (Schallreuter, 1985) Schallreuter, 1989 †
- Pinnatulites inflexus Yuan & Ma, 1993 †
- Pinnatulites microrugosa Hessland, 1949 †
- Pinnatulites peregrina Pribyl, 1984 †
- Pinnatulites postangustus Sun (Quan-Ying), 1988 †
- Pinnatulites procera (Kummerow, 1924) Hessland, 1949 †
- Pinnatulites reticulatus (Steusloff, 1894) Schallreuter, 1993 †
- Pinnatulites triangularis Hou, 1956 †
- Pinnatulites tumida Hessland, 1949 †
- Pinnatulites varia Sarv, 1959 †